# Villa Figini
La villa Figini è una piccola villa unifamiliare di Milano, sita nel Villaggio dei Giornalisti in via Perrone di San Martino al civico 8. Fu progettata da Luigi Figini dal 1934 al 1935 come propria abitazione, secondo i dettami dell'architettura razionalista.

## Storia
Nella progettazione, l'architetto seguì un rigoroso stile razionalista, ispirandosi in particolare alla nota Villa Savoye, costruita presso Poissy, in Francia, dall'architetto svizzero Le Corbusier; come in quella, anche nella villa milanese sono applicati i "cinque punti della nuova architettura", enunciati dallo stesso Le Corbusier.

## Descrizione
Si tratta di una piccola costruzione di 18 m di lunghezza, 5,50 m di larghezza e 12,10 m di altezza, posta in posizione isolata al centro del lotto edificabile.
La costruzione conta due piani sospesi, mentre il terreno è completamente libero e sistemato a verde come parte del giardino. La struttura è costituita da una doppia fila di pilastri in calcestruzzo armato, arretrati rispetto alle facciate; queste sono intonacate in bianco, e caratterizzate da fasce finestrate orizzontali continue.
L'edificio ha forma di un parallelepipedo, scavato al suo interno per accogliere delle terrazze su entrambi i piani, la superiore delle quali contiene anche una piccola piscina.

### Fonti
- Piero Bottoni, Antologia di edifici moderni in Milano, Milano, Editoriale Domus, 1990  [1954],  pp. 81-83, ISBN non esistente, SBN RMS0160517.
- Maurizio Grandi e Attilio Pracchi, Milano. Guida all'architettura moderna, Bologna, Zanichelli, 2003  [1980], ISBN 88-08-05210-9.
- Vittorio Savi (a cura di), Luigi Figini e Gino Pollini / architetti, Milano, Electa Editrice, 1980,  pp. 18-19, ISBN non esistente, SBN SBL0327256.
- Giuliana Gramigna e Sergio Mazza, Milano. Un secolo di architettura milanese dal Cordusio alla Bicocca, Milano, Hoepli, 2001,  p. 160, ISBN 88-203-2913-1.

### Testi di approfondimento
- Quadrante, n. 31-32, novembre-dicembre 1935,  pp. 20-25.
- Luigi Figini, Poesia di architettura (appunti per una casa), in Quadrante, n. 33, gennaio 1936,  p. 19.
- Una villa dell'architetto Luigi Figini, in Edilizia Moderna, n. 19-20, ottobre 1935-marzo 1936,  pp. 50-55, ISSN 0013-0885 (WC · ACNP).
- L'abitazione di un architetto, in Domus, n. 99, marzo 1936,  pp. 1-7, ISSN 0012-5377 (WC · ACNP).
- Architettura, anno XV, n. 4, marzo 1936,  pp. 1-7.